# Bataille de Nola (216 av. J.-C.)
 (mars 2008).
Si vous disposez d'ouvrages ou d'articles de référence ou si vous connaissez des sites web de qualité traitant du thème abordé ici, merci de compléter l'article en donnant les références utiles à sa vérifiabilité et en les liant à la section « Notes et références ».
Deuxième guerre punique
Batailles
219 av. J.-C. : Sagonte
218 av. J.-C. : Rhône, Cissa, Tessin, La Trébie
217 av. J.-C. : Victumulae, Plaisance, Èbre, Lac Trasimène, Geronium
216 av. J.-C. : Cannes, Selva Litana, Nola (1re)
215 av. J.-C. : Cornus, Dertosa, Nola (2e)
214 av. J.-C. : Nola (3e) 
 213 av. J.-C. : Syracuse
212 av. J.-C. : Capoue (1re), Silarus, Herdonia(1re)
 211 av. J.-C. : Bétis, Capoue (2e)
210 av. J.-C. : Herdonia (2e), Numistro
209 av. J.-C. : Asculum, Carthagène
208 av. J.-C. : Baecula
207 av. J.-C. : Grumentum, Métaure
206 av. J.-C. : Ilipa, Carthagène (2e) (ca)
204 av. J.-C. : Crotone
203 av. J.-C. : Utique, Grandes Plaines
202 av. J.-C. : Zama
La première bataille de Nola, en Campanie, s'est déroulée en 216 av. J.-C. entre l'armée de Hannibal Barca et une force romaine menée par le préteur Marcus Claudius Marcellus.
Hannibal tente de conquérir la ville de Nola, à une trentaine de kilomètres au sud-est de Capoue. Mais Marcellus a eu le temps de s'y enfermer et lance une vigoureuse sortie qui prend les Carthaginois au dépourvu et leur inflige de lourdes pertes.
Conscient que les Romains pourront répéter ces attaques sans grands risques puisque leur retraite derrière les murs de la ville serait toujours assurée, Hannibal renonce à son projet.
Le succès romain de Nola eut une grande importance politique : survenant peu de temps après le désastre de Cannes, il démontrait aux cités de l'Alliance Latine que Rome demeurait pugnace et qu'il y avait péril à passer dans le camp carthaginois.
Deux tentatives ultérieures, en -215 et -214, toujours devant Marcellus, connaîtront également l'échec.

## Source
- (en) Cet article est partiellement ou en totalité issu de l’article de Wikipédia en anglais intitulé « Battle of Nola (216 BC) » (voir la liste des auteurs).